# Jaqueline Cristian
Jaqueline Adina Cristian (Bucarest, 5 giugno 1998) è una tennista romena.

## Carriera sportiva

### 2012-2019: esordi e prima finale WTA di doppio
Jaqueline Cristian nel 2012 ha vinto la trentesima edizione dei campionati mondiali juniores, il Les Petits As, e giocato il suo primo torneo professionistico in un torneo ITF. Ha fatto invece il suo debutto in un torneo WTA nel 2015, a Bucarest nella specialità del doppio, in coppia con Elena-Gabriela Ruse. Nel 2017, nello stesso torneo, gioca il suo primo match in un tabellone principale del circuito maggiore. Dopo aver sconfitto Kateryna Kozlova per 4-6, 6-4, 6-2 è costretta ad arrendersi alla connazionale Irina-Camelia Begu con lo score netto di 4-6, 0-6. Nel 2019, sempre a Bucarest, in coppia con Ruse, raggiunge la prima finale WTA, dove perde contro Viktória Kužmová e Kristýna Plíšková per 4-6, 6(3)-7.

### 2021-2022: prima finale WTA in singolare, top 100 e debutto in uno Slam
Nel 2021 raggiunge per la prima volta i quarti di finale in un torneo WTA, a San Pietroburgo, dove poi ha perso contro la quarta testa di serie Svetlana Kuznecova. A settembre migliora il risultato personale aggiudcandosi una semifinale a Nur-Sultan e la settimana seguente raggiunge nuovamente i quarti di finale a Cluj-Napoca, dove viene estromessa dalla testa di serie numero uno Simona Halep. A novembre, Cristian prende parte al torneo di Linz, accedendo al main draw come lucky loser. Dopo le vittorie su Kamilla Rachimova, Rebecca Peterson e Veronika Kudermetova, usufruisce del walkover di Halep, per accedere direttamente alla sua prima finale WTA. Alison Riske ha la meglio sulla romena in tre set, rimontando con lo score di 6-2, 2-6, 5-7. Grazie ai risultati ottenuti, dopo essere entrata in top 100, la tennista porta il suo best ranking alla 71ª posizione.
A gennaio 2022 dopo il primo turno a Melbourne e il secondo turno a Sydeny, entra per la prima volta nel tabellone principale di uno Slam, all'Australian Open, dove supera il primo turno contro Greet Minnen, ma si ferma al secondo perdendo per mano di Madison Keys con il risultato di 2-6, 5-7. A febbraio entra come lucky loser nel main draw del Qatar Open, facendo la sua prima apparizione in un torneo WTA 1000. Vince il suo primo match contro una top 20, Elena Rybakina, imponendosi per 6-4, 6-3 e al secondo turno affronta Dar'ja Kasatkina ma sul punteggio di 6-2, 2-2 in suo favore, è costretta ad abbandonare il campo in sedia a rotelle a causa di un grave infortunio al ginocchio. Torna a giocare ad agosto in occasione dello US Open ma viene sconfitta al primo turno da Anett Kontaveit con il punteggio netto di 3-6, 0-6. Successivamente prende parte al torneo ITF da $80.000 e si aggiudica il titolo battendo in finale Magali Kempen con un doppio 6-4. 

## Statistiche WTA

### Singolare

#### Sconfitte (2)
| Legenda              |
| -------------------- |
| Grande Slam (0)      |
| Argenti Olimpici (0) |
| WTA Finals (0)       |
| WTA Elite Trophy (0) |
| Dal 2021             |
| WTA 1000 (0)         |
| WTA 500 (0)          |
| WTA 250 (2)          |

| N. | Data             | Torneo                    | Superficie  | Avversaria in finale | Punteggio     |
| 1. | 12 novembre 2021 | Austria Ladies Linz, Linz | Cemento (i) | Alison Riske         | 6–2, 2–6, 5–7 |
| 2. | 24 maggio 2025   | Marocco Open, Rabat       | Terra rossa | Maya Joint           | 3-6, 2-6      |

### Doppio

#### Sconfitte (2)
| Legenda               | Legenda      |
| --------------------- | ------------ |
| Grande Slam (0)       |              |
| Argenti Olimpici (0)  |              |
| WTA Finals (0)        |              |
| WTA Elite Trophy (0)  |              |
| Dal 2009 al 2020      | Dal 2021     |
| Premier Mandatory (0) | WTA 1000 (0) |
| Premier 5 (0)         | WTA 1000 (0) |
| Premier (0)           | WTA 500 (0)  |
| International (1)     | WTA 250 (1)  |

| N. | Data            | Torneo                         | Superficie  | Compagna            | Avversarie in finale               | Punteggio   |
| 1. | 21 luglio 2019  | Bucarest Open, Bucarest        | Terra rossa | Elena-Gabriela Ruse | Viktória Kužmová Kristýna Plíšková | 4–6, 6(3)–7 |
| 2. | 9 febbraio 2025 | Transylvania Open, Cluj-Napoca | Cemento (i) | Angelica Moratelli  | Magali Kempen Anna Sisková         | 3–6, 1–6    |

## Circuito WTA 125

### Singolare

#### Vittorie (1)
| N. | Data          | Torneo                                | Superficie | Avversaria in finale | Punteggio |
| 1. | 30 marzo 2025 | Puerto Vallarta Open, Puerto Vallarta | Cemento    | Linda Fruhvirtová    | 7-5, 6-4  |

## Statistiche ITF

### Singolare

#### Vittorie (14)
| Torneo $100.000 (0) |
| Torneo $80.000 (1)  |
| Torneo $75.000 (0)  |
| Torneo $60.000 (2)  |
| Torneo $50.000 (0)  |
| Torneo $40.000 (0)  |
| Torneo $25.000 (5)  |
| Torneo $15.000 (0)  |
| Torneo $10.000 (6)  |

| N.  | Data              | Torneo                                     | Superficie  | Avversaria in finale | Punteggio        |
| 1.  | 20 settembre 2015 | Jolie Ville Golf Women's, Sharm el-Sheikh  | Cemento     | Madrie Le Roux       | 6-4, 6-1         |
| 2.  | 5 giugno 2016     | Jolie Ville Golf Women's, Sharm el-Sheikh  | Cemento     | Chiara Grimm         | 6-4, 6-3         |
| 3.  | 12 giugno 2016    | Jolie Ville Golf Women's, Sharm el-Sheikh  | Cemento     | Zhao Qiangqian       | 6-1, 6-2         |
| 4.  | 19 giugno 2016    | Jolie Ville Golf Women's, Sharm el-Sheikh  | Cemento     | Ana Savić            | 7-5, 6-4         |
| 5.  | 24 luglio 2016    | ITF Women's Circuit Târgu Jiu, Târgu Jiu   | Terra rossa | Gabriela Talabă      | 7-6(5), 6-3      |
| 6.  | 7 agosto 2016     | ITF Women's Circuit Târgu Jiu, Târgu Jiu   | Terra rossa | Anastasia Vdovenco   | 7-5, 6-3         |
| 7.  | 3 settembre 2017  | Mamaia Idu Trophy, Mamaia                  | Terra rossa | Cristina Dinu        | 6-2, 2-6, 6-3    |
| 8.  | 11 novembre 2017  | LIC ITF Women's Tennis Championships, Pune | Cemento     | Karman Thandi        | 6-3, 1-6, 6-0    |
| 9.  | 14 aprile 2019    | ITF Womens Tennis Club de Tunis, Tunisi    | Terra rossa | Daniela Seguel       | 6-4, 6-0         |
| 10. | 16 febbraio 2020  | Empire Women's Indoor, Trnava              | Cemento (i) | Sof'ja Lansere       | 6-1, 4-2, rit.   |
| 11. | 18 settembre 2022 | ITF Féminin Le Neubourg, Le Neubourg       | Cemento     | Magali Kempen        | 6-4, 6-4         |
| 12. | 5 marzo 2023      | Empire Women's Indoor, Trnava              | Cemento (i) | Océane Dodin         | 7-6(7), 7-6(4)   |
| 13. | 26 marzo 2023     | Ponent Mar Open, Palma Nova                | Terra rossa | Iryna Šymanovič      | 6-4, 6-0         |
| 14. | 13 maggio 2023    | Zagreb Ladies Open, Zagabria               | Terra rossa | Ella Seidel          | 6-1, 3-6, 7-6(0) |

#### Sconfitte (6)
| Torneo $100.000 (1) |
| Torneo $80.000 (0)  |
| Torneo $75.000 (0)  |
| Torneo $60.000 (1)  |
| Torneo $50.000 (0)  |
| Torneo $40.000 (0)  |
| Torneo $25.000 (4)  |
| Torneo $15.000 (0)  |
| Torneo $10.000 (0)  |

| N. | Data             | Torneo                                                | Superficie  | Avversaria in finale | Punteggio         |
| 1. | 28 ottobre 2017  | Republican Girls, Istanbul                            | Cemento (i) | Vitalija D'jačenko   | 3-6, 1-6          |
| 2. | 28 aprile 2019   | ITF Women's Circuit Chiasso, Chiasso                  | Terra rossa | Varvara Gračëva      | 4-6, 2-6          |
| 3. | 2 giugno 2019    | Torneo Internazionale Femminile Città di Grado, Grado | Terra rossa | Rebecca Šramková     | 6(3)-7, 1-3, rit, |
| 4. | 16 giugno 2019   | BelGlobalGarant Cup, Minsk                            | Terra rossa | Francesca Jones      | 6(6)-7, 6-4, 1-6  |
| 5. | 31 gennaio 2021  | Open GDF SUEZ 42, Andrézieux-Bouthéon                 | Cemento (i) | Harmony Tan          | 6-3, 2-6, 1-6     |
| 6. | 26 novembre 2023 | Open Ciudad de Valencia, Valencia                     | Terra rossa | Viktorija Tomova     | 5-7, 3-6          |

### Doppio

#### Vittorie (10)
| Torneo $100.000 (0) |
| Torneo $80.000 (0)  |
| Torneo $75.000 (0)  |
| Torneo $60.000 (1)  |
| Torneo $50.000 (0)  |
| Torneo $40.000 (0)  |
| Torneo $25.000 (3)  |
| Torneo $15.000 (0)  |
| Torneo $10.000 (6)  |

| N.  | Data             | Torneo                                     | Superficie  | Compagna              | Avversarie in finale                           | Punteggio              |
| 1.  | 28 giugno 2013   | ITF Women's Instirig Cup, Balș             | Terra rossa | Raluca Elena Platon   | Oana Georgeta Simion Gabriela Talabă           | 7-6(4), 6-4            |
| 2.  | 14 agosto 2015   | Trofeul Ilie Nastase, Arad                 | Terra rossa | Elena-Gabriela Ruse   | Andreea Ghițescu Katarína Strešnáková          | 6-3, 6-4               |
| 3.  | 27 novembre 2015 | Profesional Femenino Pereira, Pereira      | Terra rossa | Laura Pigossi         | Maria Fernanda Herzao Gonzalez Daniella Roldan | 7-5, 6-3               |
| 4.  | 15 gennaio 2016  | Open ASPTT Martinique, Fort-de-France      | Cemento     | Gaia Sanesi           | Emina Bektas Zoe Gwen Scandalis                | 7-6(5), 7-6(5)         |
| 5.  | 5 agosto 2016    | ITF Women's Circuit Târgu Jiu, Târgu Jiu   | Terra rossa | Despina Papamichail   | Julieta Lara Estable Daniela Farfan            | 6(5)-7, 6-0, [10-5]    |
| 6.  | 8 ottobre 2016   | Jolie Ville Golf Women's, Sharm el-Sheikh  | Cemento     | Jacqueline Cabaj Awad | Al'ona Fomina Anna Morgina                     | 6-3, 7-5               |
| 7.  | 8 settembre 2017 | Allianz Cup, Sofia                         | Terra rossa | Anastasija Komardina  | Valentini Grammatikopoulou Elena-Gabriela Ruse | 6-3, 6-0               |
| 8.  | 10 novembre 2017 | LIC ITF Women's Tennis Championships, Pune | Cemento     | Tereza Mihalíková     | Lee Pei-chi Jana Sizikova                      | 4-6, 6-3, [10-7]       |
| 9.  | 1º febbraio 2020 | Open GDF SUEZ 42, Andrézieux-Bouthéon      | Cemento (i) | Elena-Gabriela Ruse   | Ekaterine Gorgodze Raluca Șerban               | 7-6(6), 6(4)-7, [10-8] |
| 10. | 30 ottobre 2020  | Republican Girls, Istanbul                 | Cemento (i) | Elena-Gabriela Ruse   | Maia Lumsden Melis Sezer                       | 6-3, 6-4               |

#### Sconfitte (10)
| Torneo $100.000 (0) |
| Torneo $80.000 (0)  |
| Torneo $75.000 (0)  |
| Torneo $60.000 (0)  |
| Torneo $50.000 (1)  |
| Torneo $40.000 (0)  |
| Torneo $25.000 (4)  |
| Torneo $15.000 (0)  |
| Torneo $10.000 (5)  |

| N.  | Data              | Torneo                                                                     | Superficie  | Compagna             | Avversarie in finale                 | Punteggio           |
| 1.  | 12 luglio 2014    | Jolie Ville Golf Women's, Sharm el-Sheikh                                  | Cemento     | Akvilė Paražinskaitė | Anastasija Šaulskaja Jan Abaza       | 4–6, 3–6            |
| 2.  | 19 settembre 2015 | Jolie Ville Golf Women's, Sharm el-Sheikh                                  | Cemento     | Freya Christie       | Lu Jiaxi Brenda Njuki                | 4-6, 7-6(4), [5-10] |
| 3.  | 14 novembre 2015  | Caracas Tennis Open, Caracas                                               | Cemento     | Aymet Uzcátegui      | Catalina Pella Laura Pigossi         | 7–5, 1–6, [4–10]    |
| 4.  | 22 gennaio 2016   | Tournoi International Féminin Open de la Ville de Petit-Bourg, Petit-Bourg | Cemento     | Gaia Sanesi          | Rosalie van der Hoek Kelly Versteeg  | 6(5)-7, 1–6         |
| 5.  | 30 aprile 2016    | Jolie Ville Golf Women's, Sharm el-Sheikh                                  | Cemento     | Ola Abou Zekry       | Samantha Murray Despina Papamichail  | 3–6, 2–6            |
| 6.  | 25 settembre 2016 | Open GDF SUEZ de Bretagne, Saint-Malo                                      | Terra rossa | Alexandra Cadanțu    | Lina Ǵorčeska Diāna Marcinkēviča     | 6-3, 3-6, [8-10]    |
| 7.  | 21 maggio 2017    | Ciudad de La Bisbal d'Empordà, La Bisbal d'Empordà                         | Terra rossa | Renata Zarazúa       | Olesja Pervušina Valerija Strachova  | 5-7, 2-6            |
| 8.  | 22 ottobre 2017   | Open GDF Suez de Touraine, Joué-lès-Tours                                  | Cemento (i) | Elena-Gabriela Ruse  | Sarah Beth Grey Samantha Murray      | 6(3)–7, 3–6         |
| 9.  | 22 settembre 2018 | Izida Cup, Dobrič                                                          | Terra rossa | Elena-Gabriela Ruse  | Cristina Dinu Aymet Uzcátegui        | 6(3)–7, 2–6         |
| 10. | 13 aprile 2019    | ITF Womens Tennis Club de Tunis, Tunisi                                    | Terra rossa | Andreea Roșca        | Martina Colmegna Anastasia Grymalska | 4–6, 2–6            |

## Vittorie contro giocatrici Top 10
| Stagione | 2024 | Totale |
| Vittorie | 1    | 1      |

| #    | Giocatrice         | Ranking | Evento              | Superficie | Turno | Punteggio     | Rank. JCR |
| ---- | ------------------ | ------- | ------------------- | ---------- | ----- | ------------- | --------- |
| 2024 |                    |         |                     |            |       |               |           |
| 1.   | Barbora Krejčíková | 10      | China Open, Pechino | Cemento    | 2T    | 1–6, 6–4, 7–5 | 80        |